# Florian Argel
Pour les articles homonymes, voir Argel (homonymie).
Pas d'image ? Cliquez ici

a Compétitions nationales et continentales officielles uniquement.

Florian Argel, né le 24 août 1982, est un joueur français de rugby à XV qui évolue au poste de centre. Il se reconvertit ensuite en tant qu'entraîneur.

## Biographie
Florian Argel est formé à l'Étoile sportive de Lembeye avant de rejoindre les espoirs de la Section paloise, puis d'atteindre l'équipe première, disputant alors le Top 16, entraîné par Jean-Philippe Coyola. Alors que ce dernier rejoint l'Union sportive dacquoise en 2003, il emmène Argel avec lui.
Il exerce le métier de policier municipal en parallèle de sa carrière de sportif professionnel.
En 2009, il quitte l'US Dax pour rejoindre le RC Chalon en Fédérale 1. Il fait son retour dans les Landes après une saison, intégrant l'US Tyrosse.
Il rejoint en 2018 l'un de ses anciens clubs, l'US Dax, signant un contrat d'une saison. À l'issue de sa première année, il prolonge pour une saison supplémentaire plus une optionnelle. Il tient alors le rôle de capitaine lors de sa deuxième saison.
Au terme de la saison 2019-2020 interrompue par la pandémie de Covid-19 en France, son année optionnelle n'est pas activée par le club afin de donner lieu à une restructuration de contrat ; cette dernière ne se concrétisant pas, Argel choisit de privilégier une autre piste,. Il continue ainsi sa carrière dans l'agglomération dacquoise, rejoignant le Saint-Paul Sports pour une année en Fédérale 2,,,,. Malgré un nouvel arrêt des compétitions fédérales ainsi qu'une blessure au genou, il reconduit son contrat pour la saison 2021-2022 avec le club saint-paulois, où il hérite du rôle de capitaine.
Il prend sa retraite sportive à l'issue de la saison suivante, en 2023, mais intègre l'encadrement sportif en tant que manager.

## Palmarès
- Championnat de France de 2e division :
  - Vainqueur de la finale : 2007 avec l'Union sportive dacquoise.